# ثوم قاسي الغمد
الثوم قاسي الغمد (باللاتينية: Allium hirtovaginatum) نوع نباتي عشبي يتبع جنس الثوم من الفصيلة الثومية.

## الموئل والانتشار
ينتشر في المغرب العربي وتركيا وقبرص واليونان وإيطاليا.